# Myromeus fulvonotatus
Myromeus fulvonotatus là một loài bọ cánh cứng trong họ Cerambycidae.